# Beat Generation/No More Distance
「Beat Generation/No More Distance」（ビート・ジェネレーション/ノー・モア・ディスタンス）は、Fairiesの3rdシングル。2012年4月4日にSONIC GROOVEから発売された

。

## 概要
両A面シングルである。
3形態で発売。
- AVCD-16256：CD+DVD
- AVCD-16257：CD

イベント会場・mu-moショップ限定
- AVC1-16260：CD+ファイルケース

## 収録曲

### CD+DVD
CD
1. Beat Generation [3:48]
作詞：Miho Karasawa、作曲・編曲：STY・Chad Royce・Scott Mann・Nicole Tranquillo
2. No More Distance [3:57]
作詞：SHIKATA、作曲：SHIKATA・S1CKONE・DEY GON GET IT、編曲：S1CKONE
3. Beat Generation（Instrumental）
4. No More Distance（Instrumental）

DVD
1. Beat Generation MUSIC VIDEO
2. No More Distance MUSIC VIDEO
3. 特典映像：Beat Generation（Dance Edition）

### CD ONLY
1. Beat Generation
2. No More Distance
3. Beat Generation（Instrumental）
4. No More Distance（Instrumental）

### CD+ファイルケース
1. Beat Generation
2. No More Distance

## イベント
- 3rdシングル「Beat Generation/No More Distance」お披露目ミニライブイベント
  - 2012年3月24日 イオンモール浦和美園
  - 2012年3月25日 イオンモール北戸田
  - 2012年3月31日 モリタウン
  - 2012年4月1日 サンストリート亀戸
- 3rdシングル「Beat Generation/No More Distance」リリースイベント
  - 2012年4月3日 ららぽーと新三郷
  - 2012年4月4日 サンシャインシティ アルパ
  - 2012年4月5日 ららぽーと柏の葉
  - 2012年4月6日 ららぽーとTOKYO-BAY
  - 2012年4月7日 ラゾーナ川崎プラザ
  - 2012年4月8日 東京ドームシティ ラクーアガーデンステージ
- 「Beat Generation/No More Distance」購入者限定スペシャルイベント
  - 2012年6月24日 エイベックス本社ビル